# Alysia fuscipennis
Alysia fuscipennis är en stekelart som beskrevs av Alexander Henry Haliday 1838. Alysia fuscipennis ingår i släktet Alysia och familjen bracksteklar. Arten är reproducerande i Sverige. Inga underarter finns listade i Catalogue of Life.